# Kupferberg
Kupferberg egy város Németország Bajorország tartományában, Felső-Frankföld kormányzati kerület kulmbachi járásában, mintegy 9 kilométerre a járási székhelytől, Kulmbachtól; 1000 főt alig meghaladó lakosságszámával Németország egyik legkisebb, városi jogú települése. A településközponthoz négy kisebb településrész tartozik, melyek az alábbiak: Dörnhof, Schallerhof, Schmölz és Unterbirkenhof.

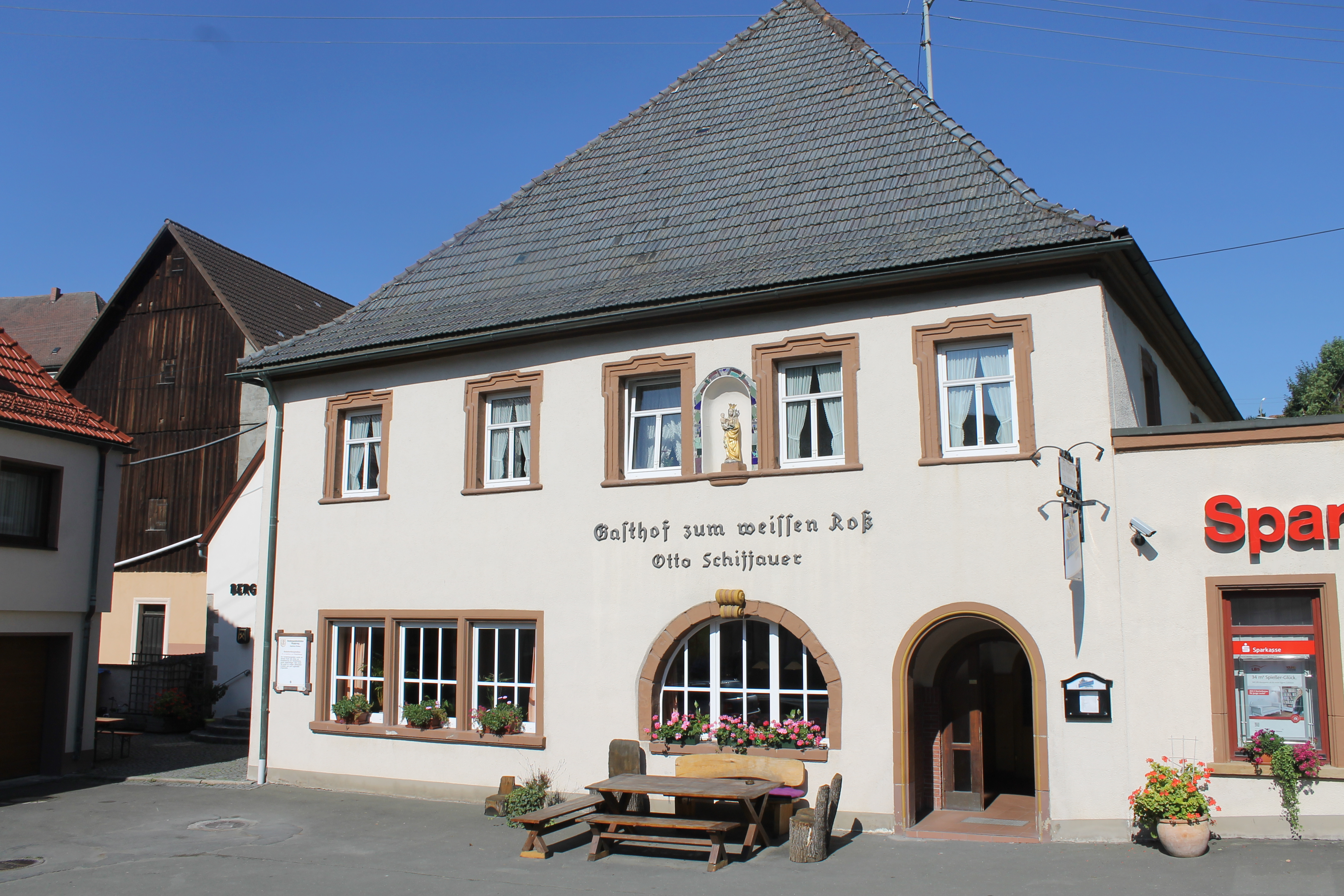
Régi lakóház (ma vendégfogadó) Kupferberg központjában

## Története
A település már 1326-ban városi jogot kapott Heinrich von Sternberg bambergi püspöktől, a középkorban háromezren is éltek itt. A település határában jó minőségű, mintegy 15%-os réztartalmú rézércet tártak fel, amelynek kitermelésén akkoriban mintegy 1700 ember dolgozott. Az itteni rézérckincs még ma is jelentős, a helyi bányászat múltjának emlékeit ma egy bányászati múzeum őrzi.
A szekularizáció után 1802-ben először a Bajor Királysághoz tartozott, majd a tilsiti béke után, amelyet 1807-ben írtak alá, Franciaországhoz került.
A várost az 1810-es párizsi szerződés határozata alapján újra a Bajor Királysághoz csatolták.
Kupferberg településnek magyar kötődései is vannak, 1944 végén ugyanis Pilisszentivánról és más magyar településekről számos német nemzetiségű család költözött Bajorország ezen vidékére, elsősorban Kupferbergbe, Marktleugastba és Ludwigschorgastba. A háború vége után e családok egy része hazatért, de a többségük itt telepedett le.

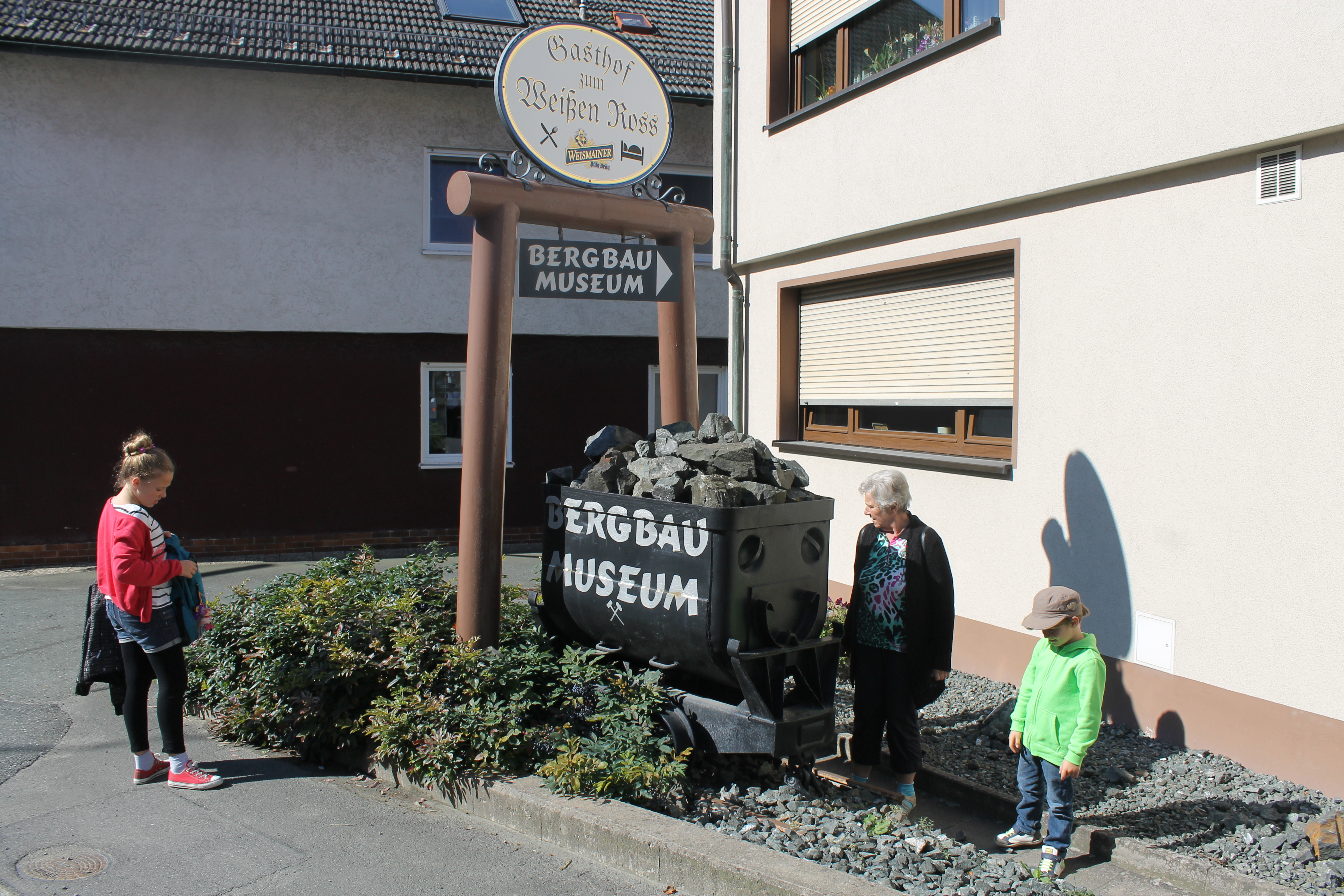
Bányászmúzeum Kupferbergben

## Népesség
| Lakosok száma | 872  | 1177 | 1041 | 1148 | 1048 | 1035 | 1042 | 1036 | 1047 | 1070 |
|               | 1875 | 1950 | 1975 | 1987 | 2012 | 2014 | 2016 | 2017 | 2021 | 2023 |

## Látnivalók
A kisvárosban egy bányászati múzeum és mintegy tucatnyi érdekes építészeti emlék, a település határában pedig több kirándulóhely található. A Kupferberg és Marktleugast között emelkedő, 589 méter magas Peterleinstein a környék egyik legmagasaabb pontja, és számos ritka növény élőhelye. A hegy alapkőzete zöldes színű, erősen bázikus kémhatású, mágneses tulajdonságokat mutató szerpentinit, amelyen csak gyér növényzet él meg.